# ドスパト
ドスパト（ブルガリア語: Доспа̀т, ラテン文字転写: Dospat）は、ブルガリア南部のスモリャン州にある町。ロドピ山脈のドスパトダム近くに位置する。同名のドスパト市における、行政の中心地。人口は2425人（2010年12月）で、そのほとんどがムスリム・ブルガリア人である。
12世紀ないし13世紀に、専制公（デスポティス）アレクシウス・スラヴが町を建設したと考えられている。町名はこの「デスポティス」に由来するとみられる。付近のドスパトダムはブルガリアで最も標高の高いダムで、その容量は国内第二の大きさを持つ。ドスパト川はこのダムを水源とする。ダム湖の湖底には、第二次世界大戦期にドイツ帝国軍が使用した飛行場の跡がある。
南極のリヴィングストン島にあるドスパト・ピークは、この町にちなんで命名された。